# Neodiplotoxa
Neodiplotoxa is een vliegengeslacht uit de familie van de halmvliegen (Chloropidae).

## Soorten
- N. nigricans (Loew, 1872)
- N. pulchripes (Loew, 1872)